# Ławeczki Jana Karskiego
Ławeczki Jana Karskiego – seria rzeźb pomnikowych autorstwa rzeźbiarza Karola Badyny poświęconych pamięci Jana Karskiego. Ławeczki powstały w latach 2002–2009: w Waszyngtonie (2002), Kielcach (2005), Nowym Jorku (2007), Łodzi (2009), Tel Awiwie (2009), Warszawie (2013) i Krakowie (2016).

## Idea i kontrowersje
Pomysł upamiętnienia Jana Karskiego w formie pomnika pojawił się wkrótce po jego śmierci. Już w we wrześniu 2002 r. na campusie Uniwersytetu Georgetown w Waszyngtonie, gdzie Jan Karski jako profesor wykładał nauki polityczne, stanął pierwszy pomnik określony mianem „Ławki Karskiego”. W kolejnych latach pojawiały się następne pomniki będące wierną kopią pomnika waszyngtońskiego lub nieznacznie od niego odbiegające. Taka forma upamiętnienia Jana Karskiego spotkała się z protestami rodziny Jana Karskiego oraz Towarzystwa Jana Karskiego z Nowego Jorku, w których wielokrotnie zwracano uwagę na to, że Jan Karski był przeciwny upamiętnianiu pomnikami, a ponadto upamiętnianie Jana Karskiego w formie pomników-ławeczek jest niezgodne z jego postawą życiową.

## Kolejność powstania
- Pierwsza ławeczka stanęła we wrześniu 2002 w Waszyngtonie na terenie kampusu Uniwersytetu Georgetown.

- Druga ławeczka powstała w Kielcach przy ulicy Sienkiewicza. Została uroczyście odsłonięta 22 kwietnia 2005.

- Trzecią Ławeczkę Karskiego odsłonięto 11 listopada 2007 przy skrzyżowaniu nowojorskich ulic Madison Avenue i 37th Street, któremu przy tej okazji nadano nazwę „Jan Karski Corner”[3].

- Czwarta ławeczka znajduje się w Łodzi od 19 sierpnia 2009 na szczycie Kopca Pamięci w Parku Ocalałych.

- Piąta ławeczka została odsłonięta 30 listopada 2009 przez ówczesnego marszałka Sejmu, Bronisława Komorowskiego na terenie uniwersytetu w Tel-Awiwie.

- Szósta ławeczka została odsłonięta 11 czerwca 2013 w Warszawie w pobliżu Muzeum Historii Żydów Polskich.

- Siódma ławeczka została odsłonięta 26 stycznia 2016 w Krakowie, na Kazimierzu przed synagogą Remuh przy ul. Szerokiej 40.

## Galeria

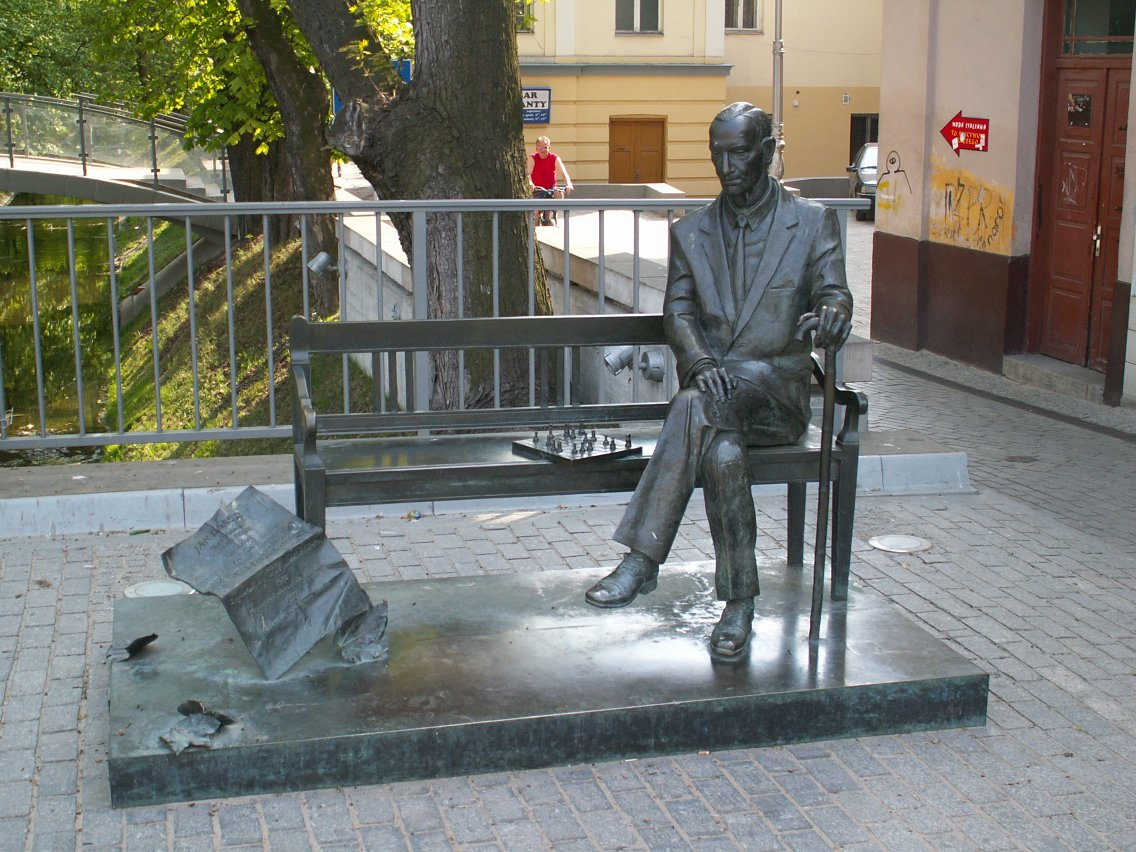
Pomnik Jana Karskiego przy ul. Sienkiewicza w Kielcach 2005
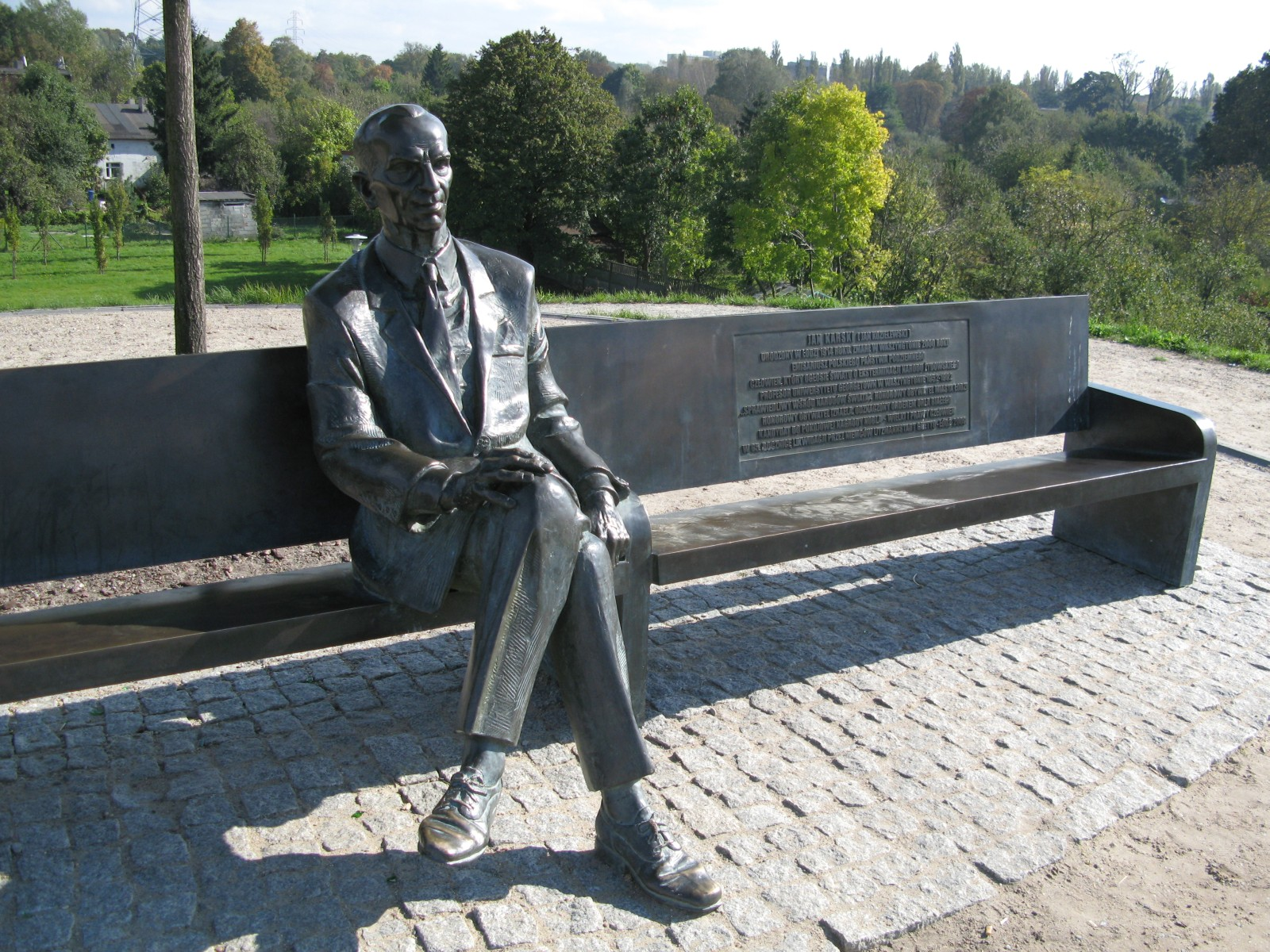
Pomnik Jana Karskiego w Łodzi 2009
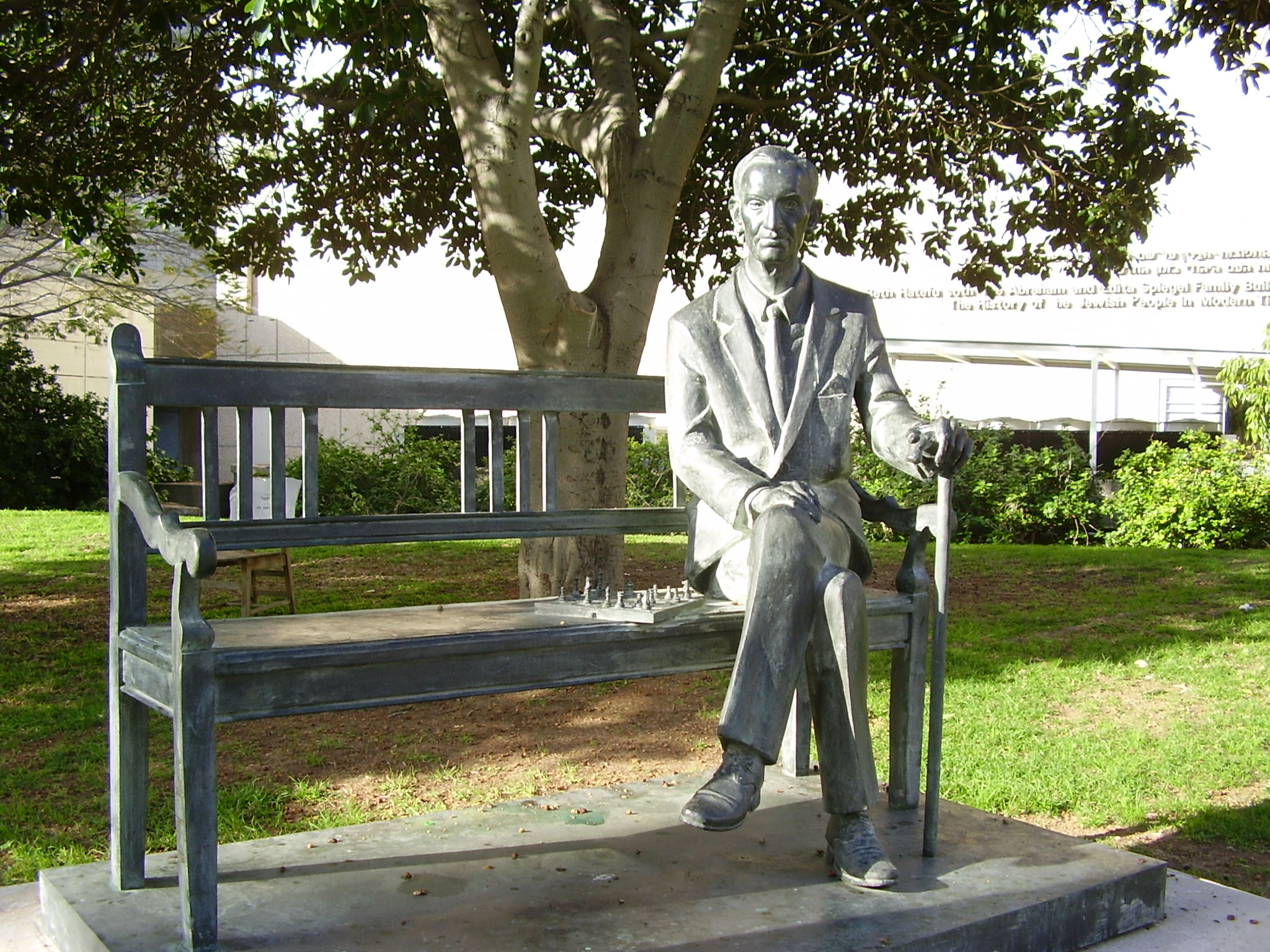
Pomnik Jana Karskiego w Tel-Awiwie 2009
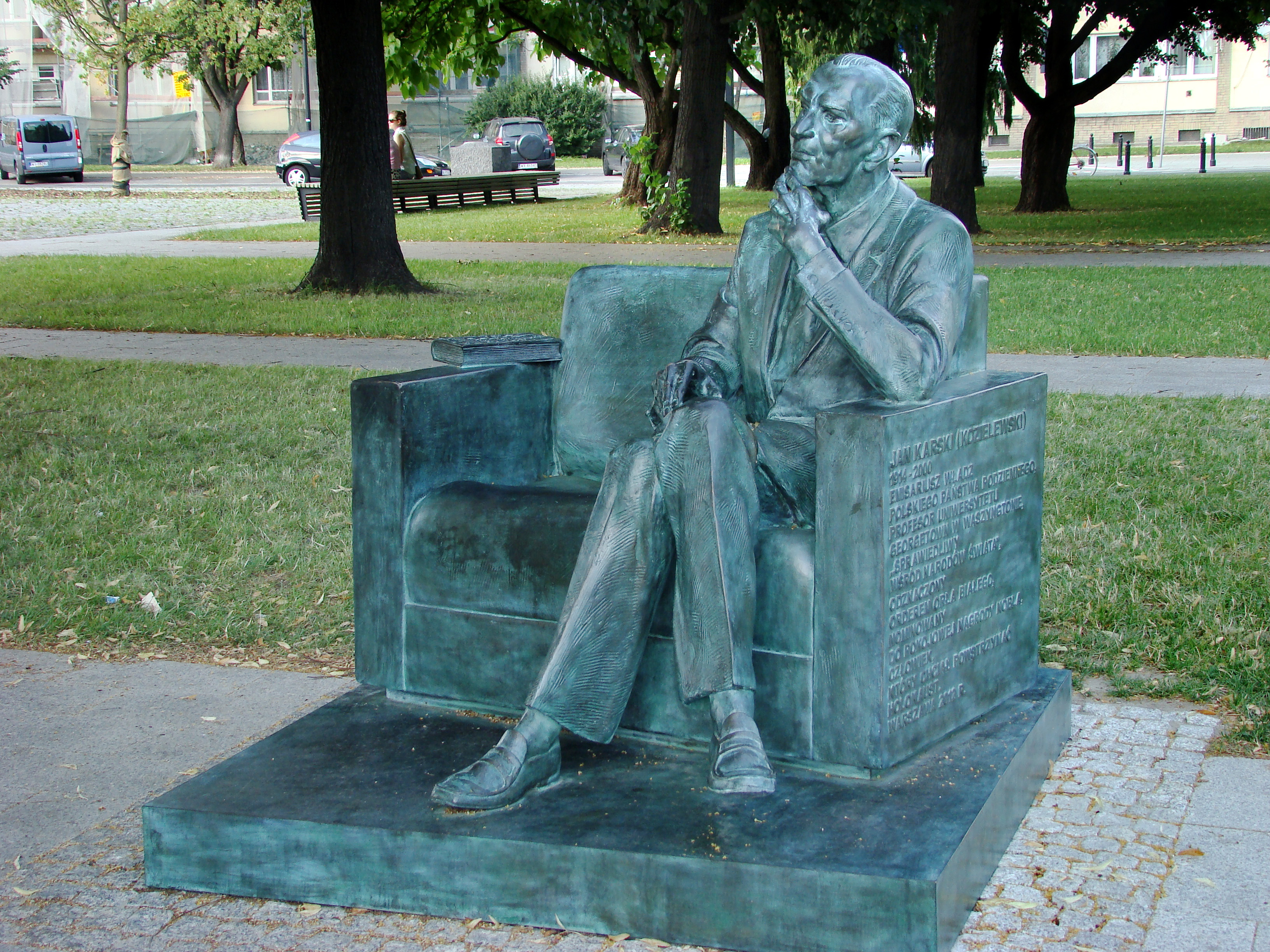
Pomnik Jana Karskiego w Warszawie 2013
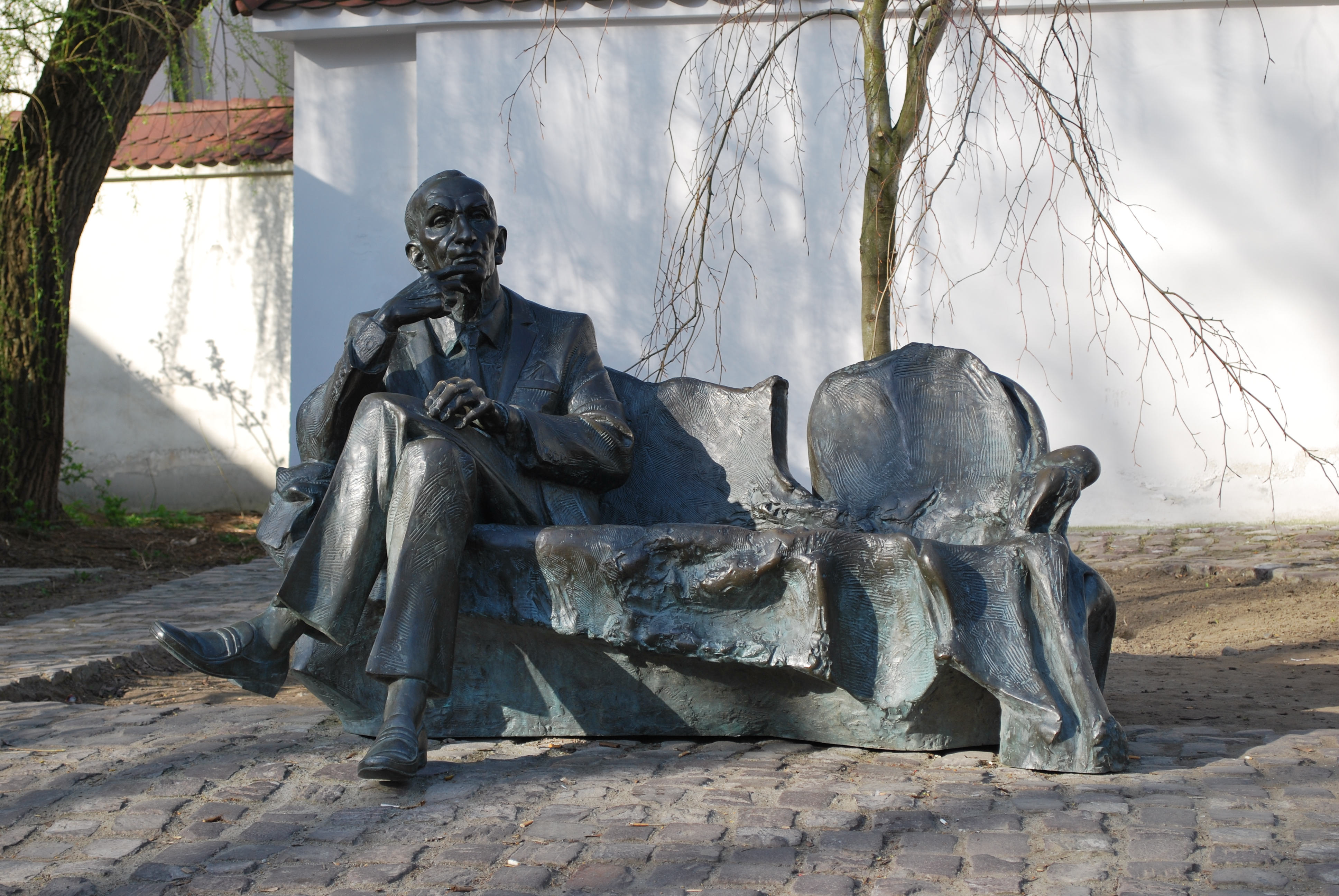
Pomnik Jana Karskiego w Krakowie (2016)
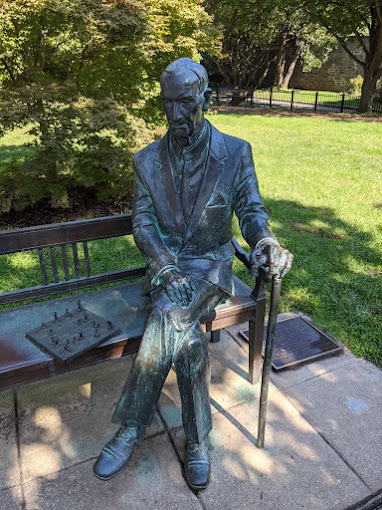
Ławeczka Jana Karskiego na terenie campusu Georgetown University w Waszyngtonie 2002

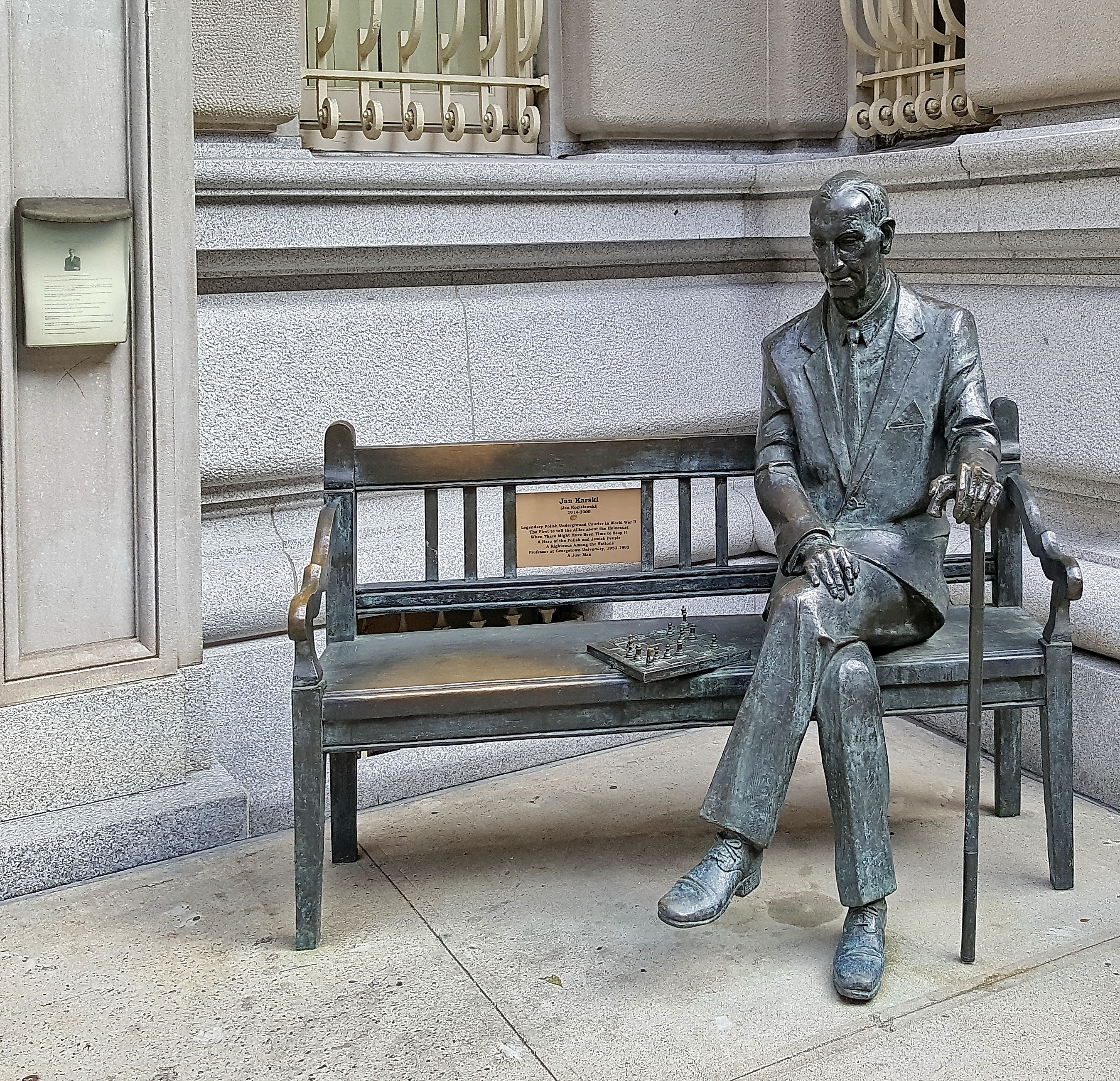
Pomnik-Ławeczka Jana Karskiego w Nowym Jorku (2007)